# Narrenzunft Gole

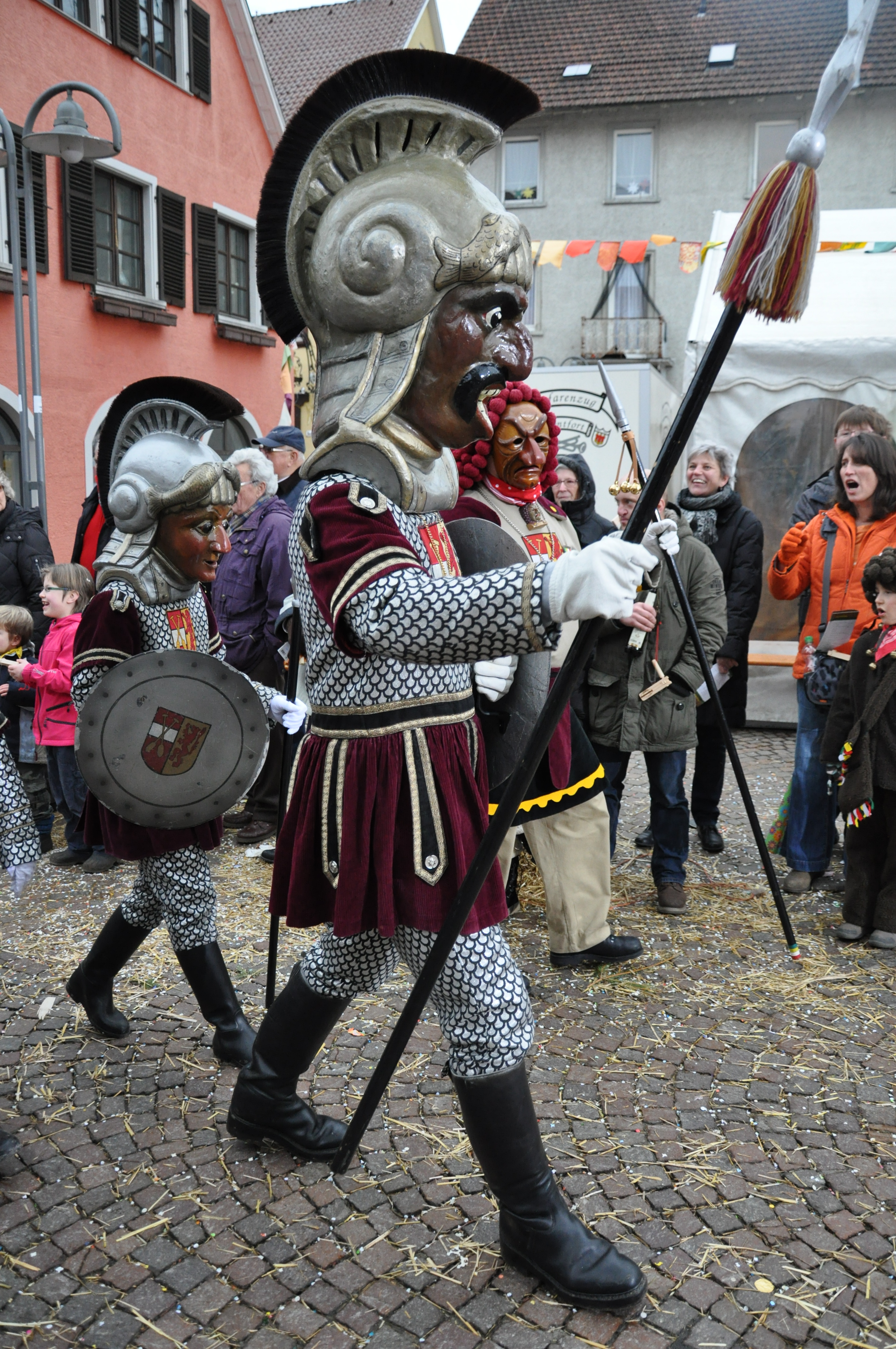
„Neuer Gole“

Die Narrenzunft Gole 1865 e. V. Riedlingen ist eine im Jahre 1865 gegründete, über 1.300 Mitglieder zählende Narrenzunft der schwäbisch-alemannischen Fasnet in Riedlingen an der Donau in Oberschwaben. Sie ist Mitglied in der Vereinigung Schwäbisch-Alemannischer Narrenzünfte (VSAN).

## Figuren

### Gole

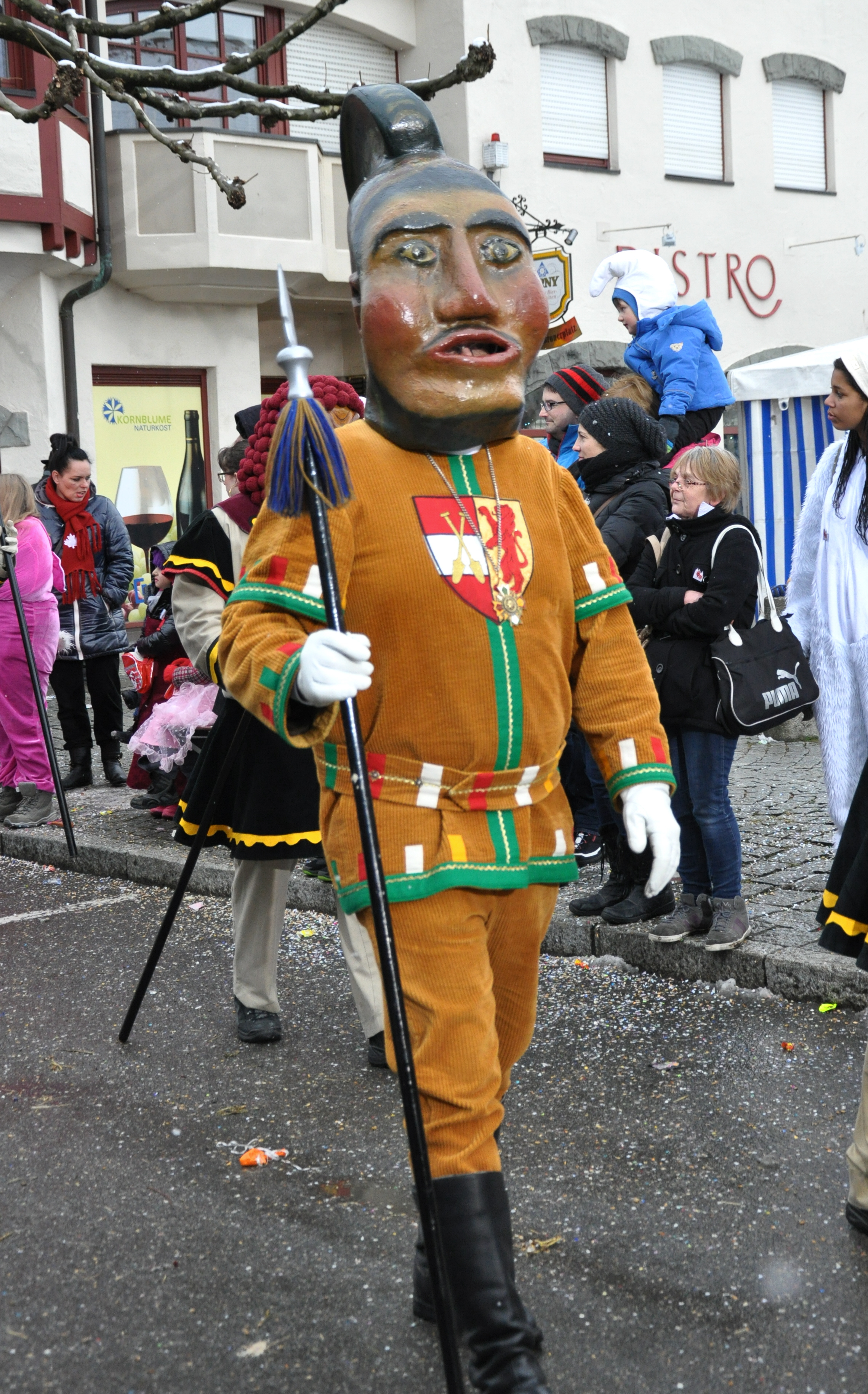
„Gelbsucht“

Die Gole sind die Hauptfiguren der Riedlinger Fasnet. Die Gole-Familie besteht aus drei Erwachsenen- und zwei Kindermasken. Die Erwachsenenmasken zeichnen sich durch ihre enorme Größe aus: Sie sind über 70 cm hoch. Die Träger sehen aus dem Mund der Masken heraus.
Alle Figuren tragen Waffenröcke mit dem Riedlinger Wappen auf der Brust, Speere und Schilde.
Die Masken waren ursprünglich aus Pappmaché, die heute verwendeten sind jedoch aus Kunststoff. Die Originale befinden sich im Narrenmuseum in Bad Dürrheim.
Angeblich ist das Wort Gole auf den biblischen Riesen Goliath zurückzuführen. Eines der Riedlinger Narrenlieder, das Golelied, erzählt auch die Geschichte, dass der in Riedlingen geborene Goliath über die Donau ins schwarze Meer geschwommen sei, um den Philistern seine Dienste anzubieten. Wahrscheinlicher aber ist, dass sich das Wort von „johlen“ herleiten lässt.
Gelbsucht

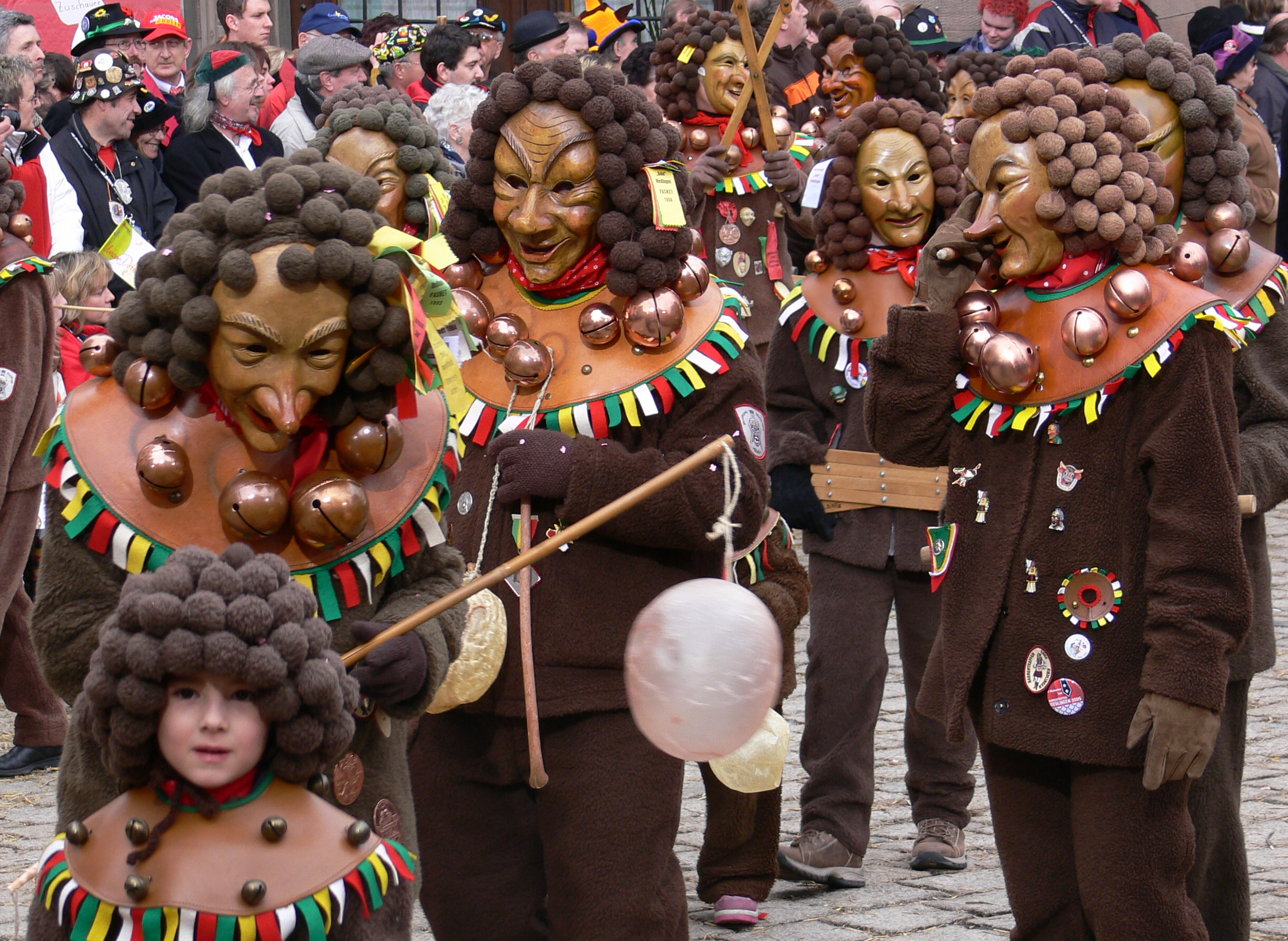
„Boppele“

Der erste Riese, welcher 1818 zum ersten Mal bei der Riedlinger Fasnet zu sehen war, ist die heutige Gelbsucht. Seinen überlebensgroßen Papiermaché-Kopf prägt ein asiatischer Gesichtsausdruck mit gelber Hautfarbe, starken Backenknochen, niederer Stirn und schwarzem Bart. Auf dem etwa 70 cm großen Kopf befindet sich ein Helm mit gelb-grünen Ornamenten. Bekleidet ist die Gelbsucht mit einem gelb-braunen Waffenrock mit Gürtel, darunter eine gleichfarbige Hose sowie schwarze Schaftstiefel.
Alter Gole
Der alte Gole trat erstmals 1870 auf. Er hat ein auffällig dunkles Gesicht und trägt einen goldenen Helm.
Neuer Gole
Der neue Gole kam 1890 zur Riedlinger Fasnet. Er hat einen schwarzen Schnurrbart und trägt einen silbernen Helm.
Kleine Gole
Die beiden kleinen Gole sind Kindermasken. Sie kamen im 20. Jahrhundert zur Gruppe.
Golia
1954 trat als Frau des neuen Gole eine Golia auf. Die Maske konnte sich aber nicht etablieren und verschwand bald darauf wieder aus dem Bild der Riedlinger Fasnet.
Golebegleiter
Nicht zur eigentlichen Golefamilie gehören die Golebegleiter. Sie bilden seit 1954 die Leibgarde der Gole, sind mit Speeren bewaffnet und haben einen grimmigen Gesichtsausdruck.

### Traditionsmasken

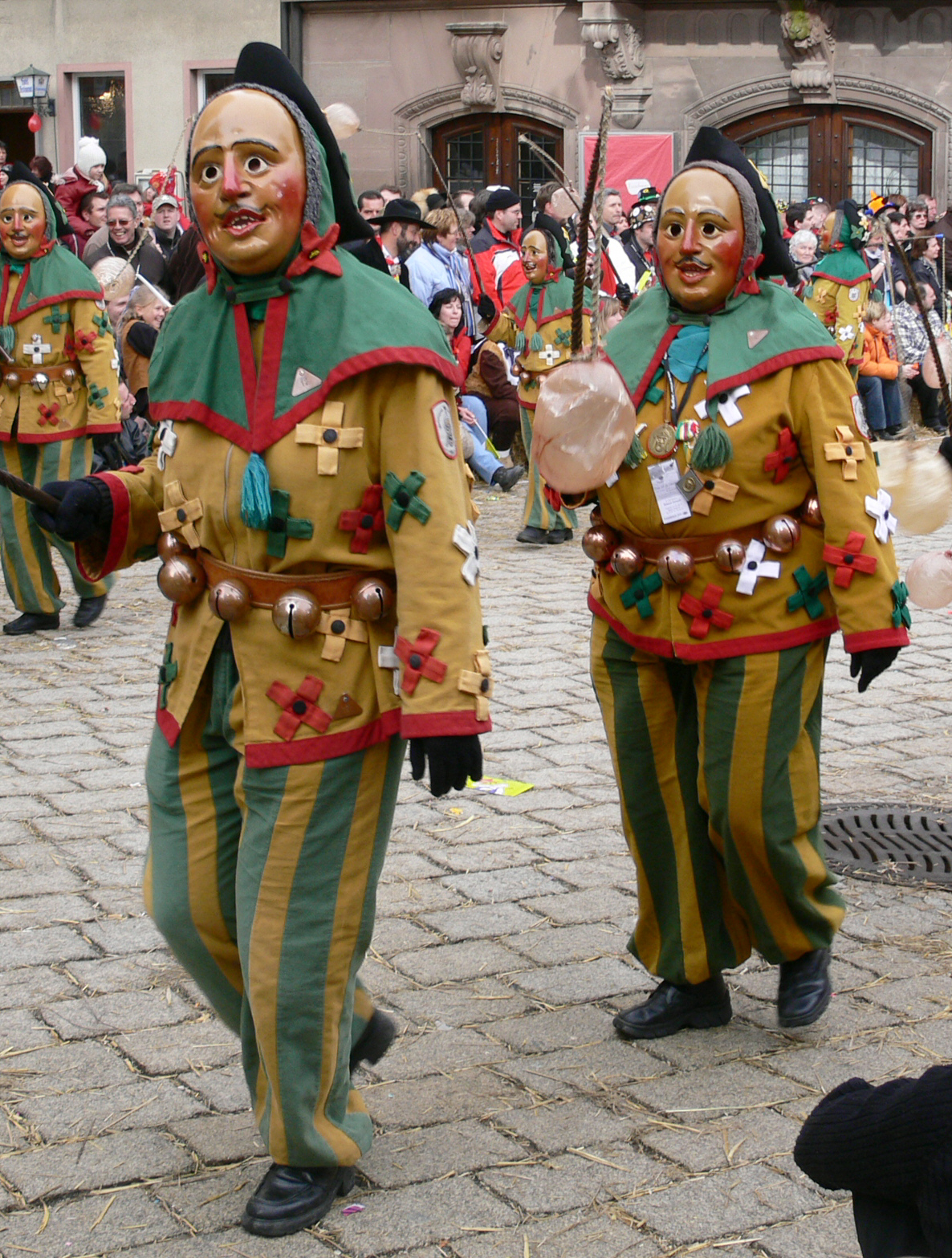
„Kupfernäs“

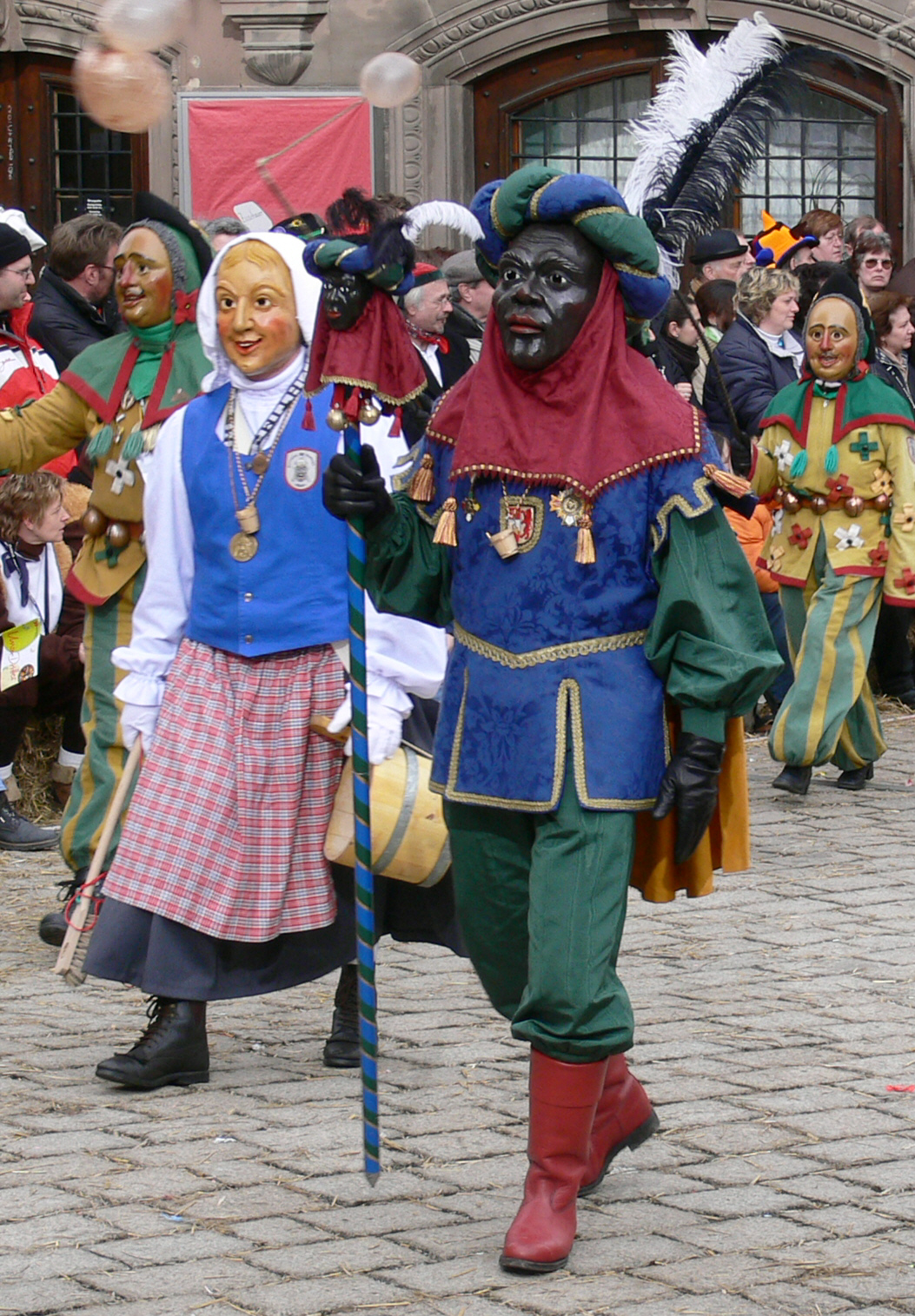
„Laufmohr“ und „Waschweib“

Als größte Riedlinger Maskengruppe begleiten die Boppele in ihren dunkelbraunen Plüschanzügen fröhlich hüpfend die Gole und sorgen mit ihren Streckscheren und Saublodern für ein närrisches Treiben. 
Entstanden ist die Figur im Jahre 1931 nach einem Entwurf von Adolf Gröber. Über die Schulter tragen die Boppele nach einem Entwurf von Arthur Münzing seit 1957 einen Ledergoller, der mit kleineren und größeren Metallschellen bestückt und am Rand mit Filzstreifen in den Narrenfarben grün, gelb, weiß und rot versehen ist. Im Gegensatz zum Golebegleiter weist die Holzmaske der Boppele meist einen heiteren, lachenden Gesichtsausdruck. Jedes Boppele trägt zum Häs entweder eine „Saubloder“, mit welcher sanfte Schläge ausgeteilt werden, oder eine Holzschere, mit der vorwiegend nach Hüten von Zuschauern gegriffen wird.
Zu den Traditionsmasken zählen neben den Boppele noch die Kupfernäs, die Gruppen Mohr und Löwen,  Storch und Frösche sowie Laufmohr und Waschweiber, das Doppelgesicht und das Besenweib.

## Ablauf der Riedlinger Fasnet
Die Riedlinger Fasnet wird traditionell am Mittwoch vor Rosenmontag mit dem „Raus mit em Gole“ eröffnet. Dabei versammeln sich Narren und andere Schaulustige vor dem Gole-Heim und rufen lautstark „Raus mit em Gole!!!“. Daraufhin erscheinen nacheinander die verschiedenen Maskengruppen. Den Höhepunkt bildet das Erscheinen der Gole-Familie, die unter einem Feuerbogen heraustritt.
Am „Fasnetsdoschtig“ findet die Schülerbefreiung statt, an der der Gole durch die Riedlinger Schulen zieht und alle Schüler sich zum Narrenbaumstellen auf dem Marktplatz versammeln. Am Dienstag findet der traditionelle Umzug in Riedlingen statt. Dort springen unter anderem alle Narrenzünfte der Teilgemeinden mit. Anschließend trifft man sich in der Stadt- und Versteigerungshalle zum fröhlichen Festen.
Am Abend vor dem Aschermittwoch wird auf dem Marktplatz der böse Geist der Fasnet verbrannt. Danach zieht der Gole und sein Gefolge mit großen Taschentüchern wieder ins Goleheim.

## Narrenruf
Der Narrenruf der Riedlinger Narrenzunft ist ein langgezogenes „Gooole“.

## Bekannte Mitglieder
- Winfried Kretschmann, Politiker
- Wolfgang Schneiderhan, Generalinspekteur der Bundeswehr a. D.
- Winfried Aßfalg, Rektor